# Vi Gia Huy
Vi Gia Huy (tiếng Trung: 韋家輝, tiếng Anh: Wai Ka-fai, sinh ngày 21 tháng 9 năm 1962) là một nam nhà làm phim người Hồng Kông. Ông được biết đến qua việc hợp tác sản xuất một số bộ phim cùng với Đỗ Kỳ Phong, sau này cả hai cùng nhau thành lập Milkyway Image vào năm 1996.
Ông đã từng giành giải Kịch bản xuất sắc nhất tại giải thưởng điện ảnh Hồng Kông qua ba tác phẩm của ông là Đại hòa thượng, Thám tử điên và Thần thám đại chiến – tác phẩm sau này giúp ông giành thêm giải Đạo diễn xuất sắc nhất.